# ديفيد دبليو. أور
ديفيد دبليو. أور (بالإنجليزية: David W. Orr) هو عالم بيئة أمريكي، ولد في 1944 في دي موين في الولايات المتحدة.